# Gustav-Adolf von Nostitz-Wallwitz
Gustav-Adolf von Nostitz-Wallwitz (Oschatz, 11 luglio 1898 – Eckernförde, 31 maggio 1945) è stato un generale tedesco della Wehrmacht durante la seconda guerra mondiale.
Nostitz-Wallwitz rimase ferito nel marzo del 1945 nel corso dei combattimenti nella sacca di Heiligenbeil e venne trasferito quindi all'ospedale militare di Eckernförde dove morì il 31 maggio 1945.